# Qūzījāq-e Soflá
Qūzījāq-e Soflá (persiska: قوزيجاق سفلى) är en ort i Iran.   Den ligger i provinsen Zanjan, i den nordvästra delen av landet, 400 km väster om huvudstaden Teheran. Qūzījāq-e Soflá ligger 2 210 meter över havet och antalet invånare är 165.
Terrängen runt Qūzījāq-e Soflá är lite bergig. Runt Qūzījāq-e Soflá är det ganska glesbefolkat, med 23 invånare per kvadratkilometer. Närmaste större samhälle är Dandī, 19,2 km nordost om Qūzījāq-e Soflá. Trakten runt Qūzījāq-e Soflá består i huvudsak av gräsmarker.